# 泰安道
泰安道是中国天津市和平区的一条东西走向的道路，位于原天津英租界的核心地带，原名咪哆士道（Meadows Road），泰安道东到海河西岸的台儿庄路，西到南京路，全长931.8米，中间与解放北路、大沽北路、浙江路、建设路、湖北路等道路交汇，南北两侧分别与曲阜道和烟台道平行。目前，泰安道地区是天津市历史风貌建筑的聚集地之一，也是天津英式风情区的主要道路。

## 历史

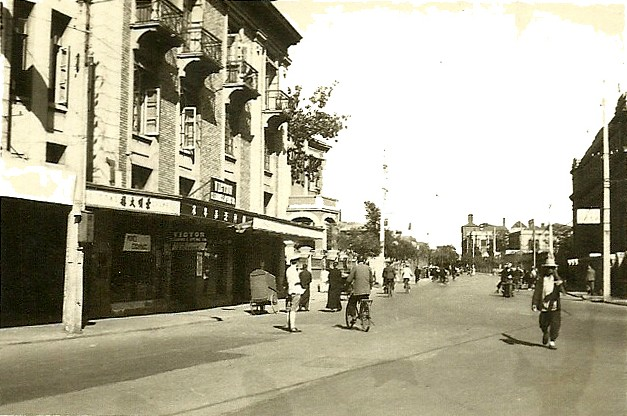
泰安道旧影

泰安道所在地域原是天津老城东南的一片沼泽洼地，散落着一些窝棚式的简陋民居。1903年，天津英租界工部局在获得泰安道所在区域。1922年至1932年期间，天津英租界工部局结合海河清淤工程，对泰安道所在区域进行填筑使之成为适合天津城市建设的用地。1929年，天津英租界工部局修筑此路并命名为咪哆士道（Meadows Road），又称“20号路”。此后，两侧迅速形成大片高级住宅区，绿化良好，建筑风格属于各种不同的欧洲式样。1942年，咪哆士道改名为“南楼街”。1946年，天津市政府光复后以山东省泰安市更替为泰安道至今。中华人民共和国成立后，泰安道所在地域成为天津市的行政和金融中心。当时，中国共产党天津市委员会、天津市人民政府和天津市人民代表大会常务委员会等政府机构纷纷入住该区域。2005年4月至2006年5月，天津市人民政府开始整修泰安道，对其全线道路实施了拓宽改造，拆除沿街搭盖的违章建筑，增建绿地，改建通透式围墙，并对周边浙江路、建设路、湖北路、四川路四条支路实施了综合整修并恢复其历史风貌。2010年3月，天津市人民政府计划投资人民币51亿元建设以泰安道和解放北路为核心的天津英式风情区并依据项目招标开始一期建设规划。 天津英式风情区于2010年4月8日开工，规划以公园、广场和院落为基本的单元组织公共空间布局并形成围绕解放北园的五大院落体系。天津英式风情区的商业业态主要为高档商品销售、精品酒店和总部办公。五大院落体系主要包括一号院、二号院、三号院、四号院和五号院的开发建设。其中，一号院和四号院为酒店综合区，为天津英式风情区的主体，二号院和五号院为商务商业区，三号院为高档住宅区。这五大院落除一号院外都分布在泰安道沿线。

## 沿街著名建筑
泰安道现存比较著名的建筑有：

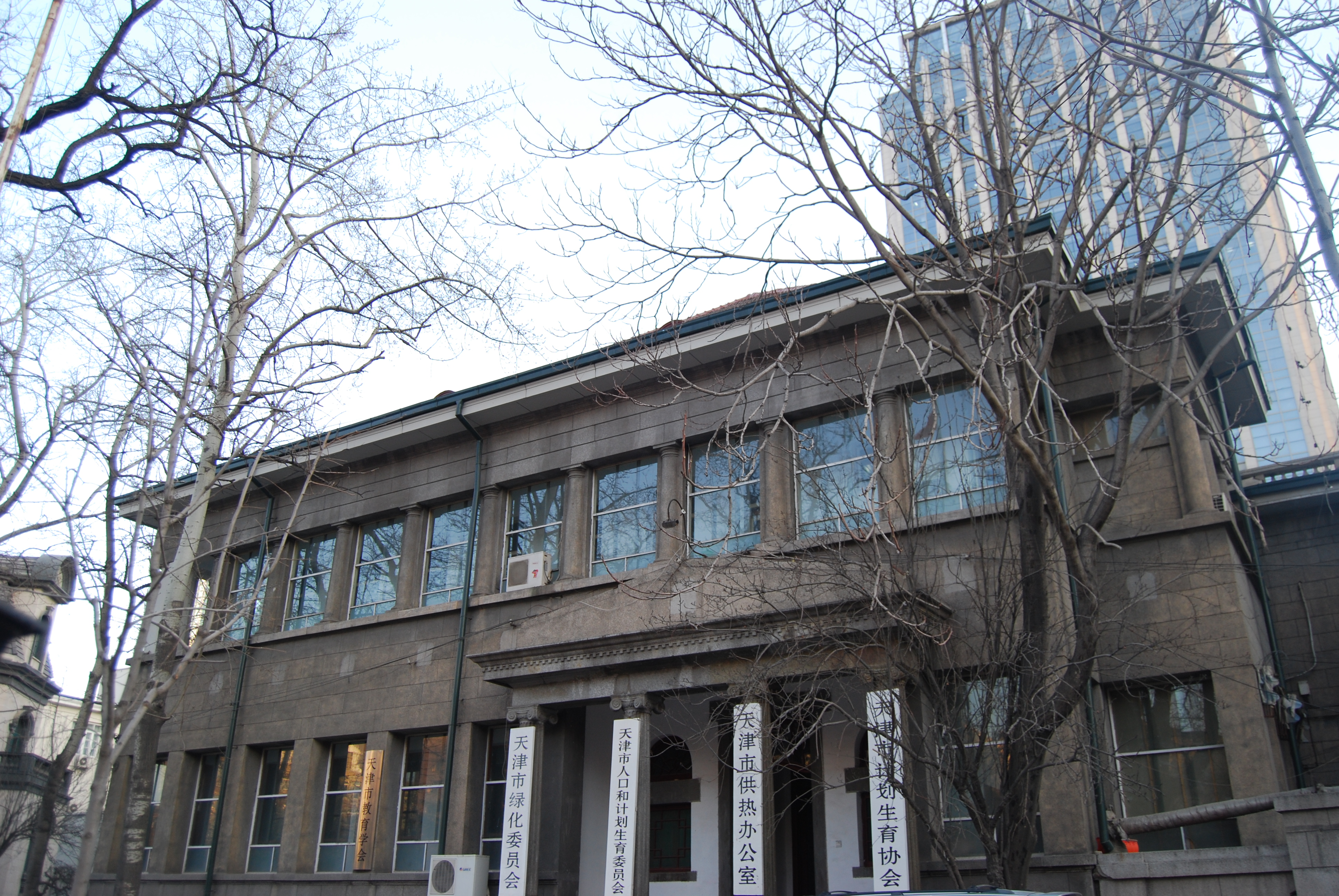
泰安道上的孙传芳旧宅

- 天津市文物保护单位：原开滦矿务局大楼，泰安道5号
- 天津市文物保护单位：孙传芳旧宅，泰安道18号

此外，沿泰安道周边的著名建筑有：
- 全国重点文物保护单位：天津利顺德饭店，解放北路199号
- 天津市文物保护单位：天津英国俱乐部，解放北路201号
- 天津市文物保护单位：纳森旧居，浙江路1号
- 天津市文物保护单位：天津诸圣堂，浙江路2号

## 交汇道路
目前，与泰安道相交汇的主要道路有：

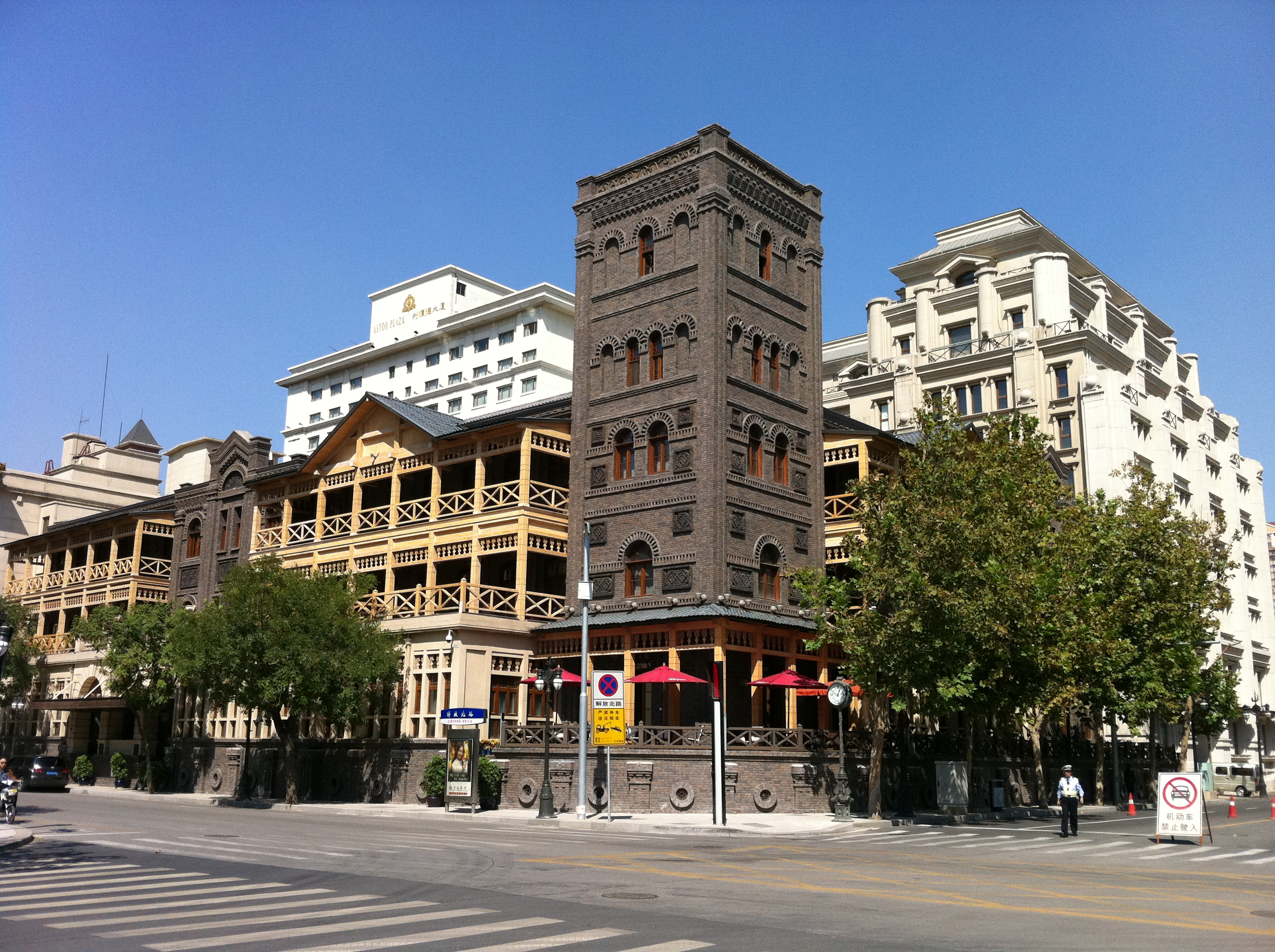
泰安道与解放北路交口的天津利顺德饭店

- 台儿庄路 原河坝道（The Bund Road）
- 解放北路 原维多利亚道（Victoria Road）
- 大沽北路 原海大道（Taku Road）
- 浙江路 原马厂道（Race Course Road）
- 建设路 原达文波道（Davenport Road）
- 湖北路 原戈登道（Gordon Road）
- 四川路 原内比尔道（Napier Road）
- 新华路 原红墙道（Recreatin Road）
- 南京路 原围墙道（Elgin Road）

## 参阅
- 天津英租界、天津英式风情区